# Болтурино
Болтурино — посёлок в Кежемском районе Красноярского края. Относится к межселенным территориям, до 2014 года являлся административным центром Дворецкого сельсовета.
Расположен на левом берегу Ангары в 62 км к юго-востоку от Кодинска. Имеется подъездная дорога к посёлку от автодороги Кодинск — Братск.

## История
В июне 1948 года в Болтурино прибыли около 90 литовских семей. Жители занимались заготовкой леса или занимались строительством. В 1957—1960-х годах проживавшие в посёлке литовцы вернулись в Литву. В 1989—1990-х годах места, где проживали уроженцы Литвы, посетила экспедиция, которая собрала захороненные останки и перезахоронила в Литве.
В связи со строительством Богучанской ГЭС посёлок Болтурино попал в зону затопления Богучанского водохранилища и был переселён на нынешнее место (ранее находился в 4,5 км северо-западнее). Часть жителей переселена в другие населённые пункты. Процесс переселения проходил с нарушениями.
В 2014—2020 годах в 1,5 км к востоку от посёлка действовала колония-поселение № 9.

## Население
| 1989 | 2002 | 2010 | 2014 |
| ---- | ---- | ---- | ---- |
| 1078 | ↘952 | ↘452 | ↘272 |